# De G.O.D. Computer
De G.O.D. Computer (Amerikaanse: When Harlie was one) is een sciencefiction-roman uit 1973 van de Amerikaanse schrijver David Gerrold. Het origineel werd uitgebracht door uitgeverij Ballantine Books in New York. De Nederlandstalige versie werd uitgegeven door Uitgeverij Het Spectrum in de Prisma Pocketsreeks onder catalogusnummer 1596 (kostprijs 4,50 gulden). 
Het origineel werd genomineerd voor de Nebula Award (beste sf-roman van 1972 én 1973), de Nederlandse uitgave, vrij snel uitgegeven na het origineel, maakte daarvan geen melding. De roman werd opgebouwd uit diverse sf-verhalen, die al eerder gepubliceerd waren. In 1988 kwam een Amerikaanse heruitgave tot stand, die aangepast werd en toen de modieuze ondertitel “release 2.0” meekreeg. In Nederland bleef het beperkt tot één druk, die nauwelijks aandacht trok.
De G.O.D. Computer is een van de eerste romans waarin een computervirus wordt genoemd; het werd daarin voorafgegaan door een roman van Gregory Benford. Niet alleen het virus wordt beschreven, maar ook een computervaccin om het virus te weren. Bovendien wordt in de roman verwezen naar de computer HAL 9000 uit de Space Odyssey-reeks van Arthur C. Clarke en de film 2001: A Space Odyssey van Stanley Kubrick.

## Synopsis
Het verhaal gaat over een computer die zichzelf uitbreidt tot Kunstmatige intelligentie. Hij wordt daarin begeleid door psycholoog David Auberson, maar is hem eigenlijk steeds een stap voor. Die ontwikkeling wordt dwars gezeten door de accountant van het bedrijf, dat de eigenaar is van computer. Het bedrijf onder aanvoering van die accountant wil nu wel eens resultaten zien; de computer heeft tot dan toe alleen maar geld gekost. Harlie en Auberson moeten beide hun nut en winst bewijzen voordat het bedrijf de computer afsluit en Auberson op straat zet. Beide gaan daarop aan de slag om het “doel van de computer” te achterhalen; hetgeen al snel menselijk wordt, wat is het “doel van de mens”. De vraag doemt op of de kunstmatige intelligentie nog een machine is; het wordt de keus tussen “uitzetten” of “vermoorden”. Om zijn doel te vinden heeft Harlie (Humanotype Analoge Robot, Levens-Input) G.O.D. (Grafisch Overkoepelend Denkorgaan) nodig dat allengs wordt vergeleken met God. Bij de strijd blijkt dat Harlie de mogelijkheden heeft vanuit zijn centrale positie allerlei computers en randapparatuur aan te sturen, hoe ver die ook weg staan. Bovendien is het in staat opgeslagen documenten te wijzigen zonder dat daar opdracht toe is gegeven.
Het boek in de uitgave van Prisma staat vol met zinnen met alleen hoofdletters; communicatie kan alleen met een toetsenbord en in die tijd was het alleen mogelijk daarbij hoofdletters te gebruiken.